# Ben Abounassif
Ben Bela Abounassif (Caracas, 15 de septiembre de 1964) es un artista autodidacta, pintor y escultor venezolano de ascendencia libanesa. Sus obras de artes plásticas se centran en el género de arte cinético y abstracción geométrica, muchas de las cuales han sido exhibidas en diferentes países del mundo entre los que se destacan Venezuela, Estados Unidos, China, Líbano. 

## Biografía
Durante su infancia, Abounassif vivió con su familia en el Líbano y durante sus años de adolescencia regresó a Venezuela, lo que le permitió crecer con una formación mixta espiritual muy profunda enriquecida con reverencia por las religiones orientales y occidentales, cuyo motivo llevó a que sus primeros trabajos se centraran principalmente en las imágenes religiosas.
Estudia en Caracas y se gradúa en julio de 1982 como Bachiller en Ciencias en el Instituto Parroquial Santa Rosalía y posteriormente se traslada a la ciudad de Cookville, Tennessee en Estados Unidos junto con su hermano Afif Abounassif para cursar estudios de Administración, optando por el título en diciembre de 1987 en el Instituto Tennessee Tech University. En 1997 se residencia en Miami.
Para 2006 Abounassif junto con el periodista venezolano Jesús Manuel Rojas Torres y el artista cubano Sinuhe Vega Leiter formaron en Miami  la galería de arte llamada Leiter Gallery ubicada en Belle Meade sobre la avenida Biscayne Boulevard. En junio de 2006 presentaron la exposición fotográfica "Cachao & Friends" para celebrar en vida la leyenda de jazz afrocubano Israel "Cachao" López, la exhibición dedicada al "Rey del Mambo" estuvo comprendida de fotografías en blanco y negro tomadas por Carl Philippe Juste, fotoperiodista del The Miami Herald.  Para julio y agosto de 2006, Sinuhe Vega, Rojas y Abounassif exhibieron "In Search of Color",  una colección del trabajo más reciente del artista en los dos pisos del Leiter Gallery.
Otras exhibiciones fueron lanzadas sucesivamente en el año 2006, para octubre exhibieron "The Art of Living" descrita por el periódico Biscayne Times como "una experiencia visual sin precedentes" y en noviembre "Unveiling of the Sculpture Garden" el jardín de esculturas del Leiter Gallery.
La experiencia como copropietario de la galería de arte Leiter le permitió a Abounassif iniciarse como creador de su propio arte.
"Mi pasión por la pintura es la forma más perfecta y silenciosa de desahogo y respirar el aire puro que me lleva de vuelta a esos momentos en mi vida que no he sido capaz de tocar, alcanzar o disfrutar en su totalidad".
Hoy en día el artista vive y trabaja entre Caracas y Beirut y está representado en los Estados Unidos por Eclectic Network Miami Inc.

## Exhibiciones

### 2007
En diciembre de 2007, el artista fue muy conocido internacionalmente por sus obras denominadas Photo Cubes, trabajo elaborado en resina y color; estas piezas fueron exhibidas en Wynwood en la semana de la feria Art Basel en Miami Beach, Florida en la galería Hardcore Contemporary Art Space

### 2008
Abounassif exhibió en abril de 2008 sus obras tituladas Annunciation como parte de una muestra colectiva junto a los artistas Julio Cesar García, Carlos Alves, Robiert Santana y Vicenta Casan, los cuales presentaron sus obras en Wynwood ubicado en Miami y cuya exhibición fue titulada "Art After Dark & Experimental Innovators".
En mayo Abounassif fue invitado a participar en la exhibición colectiva "CCA3" del complejo de arte Bakehouse Art Complex ubicado en Wynwood; exhibió veinte (20) pinturas de técnica mixta titulada Liberty for All las cuales estuvieron basadas en las fotografías de la Estatua de la Libertad de Richard Kaplan.
El artista participó en junio en una exhibición colectiva titulada "La Casa del Arte" ubicada en Fort Myers, Florida. Posteriormente en julio exhibió sus famosos Photo Cubes junto con algunas obras del artista Romero Britto en una noche dedicada a Tara Solomon en Miami Beach, Florida.
Para agosto el artista exhibió como colectivo en el Miami Art Space, Wynwood, su serie Repetition basadas en la repetición de imágenes del renacimiento italiano, trabajos realizados con el empleo de resina, acrílicos y color.
En septiembre sostuvo una exhibición individual titulada Where Have Our Superheroes Gone? que se mostró en la galería B1 Lifeshop, en Miami, Florida. Esta exhibición estuvo compuesta por 20 pinturas basadas en cómics de superhéroes.
En octubre en la exhibición colectiva en Lurie Gallery ubicada en Los Ángeles, California presentó la serie Photo Cubes y para diciembre introdujo la serie Peace of Love representado por el grupo Oxenberg Fine Art en una exhibición durante el "Bridge Art Fair" en Wynwood, Miami, Florida.

### 2009
En el año 2009 el artista participó en varias exhibiciones colectivas. En febrero en "Armory Art Center" representado por el grupo Oxenberg Fine Art en West Palm Beach, Florida. Para marzo presentó Superheroes con 12 piezas en Caracas, Venezuela.  En mayo resaltó con sus cubos de resina con la exhibición colectiva "White Orchid Gallery" en Hollywood, California y durante el mes de agosto estuvo en "Art & Lounge @ 69" en Miami, Florida.
Para noviembre durante la feria Art Basel, Miami sostuvo su primera exposición individual en el "Icon South Beach" donde el artista autodidacta exhibió diferentes formas de interpretación de los acrílicos como resina.

### 2010
En el año 2010 Abounassif fue representado nuevamente por el grupo Oxenberg Fine Art en la feria de arte Bridge Art Fair en Wynwood, Miami, Florida.

### 2011
En septiembre del año 2011 la participación de Abounassif se hizo notar en la feria de arte Shanghái Feria de arte uno de los eventos de arte más reconocidos y de mayor prestigio realizado cada año en Shanghái, China, el artista predominó con sus piezas de acrílico sobre acrílico de la serie Shadows y cuyas obras cumplen la intención de atraer al espectador con las sombras creadas de formas geométricas al ser expuestas a rayos de luz produciendo arcos de colores.

### 2012
El 8 de noviembre de 2012 el artista presentó en la Cámara de Comercio e Industria Venezolano – Alemana una exposición individual titulada Repeticiones compuesta por 16 obras sobre papel y resina hábilmente hechas a mano por el artista con formas geométricas que crean un efecto visual de dos dimensiones.

### 2013
El 17 de febrero de 2013, Abounassif formó parte de la "Exposición (4)" presentada en Caracas por la Galería de Arte Parénthesis, con la misma galería en junio de 2013 mostró sus obras de arte emergente en la XXII Feria Iberoamericana de Arte y su cuarta muestra individual denominada Sombras de luz en noviembre de 2013, piezas que según de la perspectiva del espectador permite revelan nuevas formas.

## Aportes
En noviembre de 2011, Ben Abounassif participó en la primera subasta de arte en línea ofrecida en la VII Edición de FUNDANA la cual fue titulada "Por el amor al arte y niños venezolanos" a beneficio de "Los Chiquiticos". Abounassif donó y vendió una importante pieza de su serie Shadows, obra de 23" x 23" en la cual empleo el uso de acrílicos con los colores amarillo y violeta con el símbolo de la flecha motivo principal de la VII Edición de FUNDANA.
CASIO VENEZUELA y su distribuidor nacional Casiolandia se asociaron con la organización FUNDANA para crear los relojes G-Shock inspirados en las obras de las series Peace & Love de artista Abounassif, que posteriormente fueron subastados en la VIII Edición de FUNDANA y la cual tuvo lugar en la ciudad de Caracas en octubre de 2012.
El 9 de junio de 2013, el artista ofreció algunas de sus obras para la subasta "El arte es emoción" a beneficio de la Fundación Senosayuda, la cual incurre en la lucha contra el cáncer de mama.